# 神秘法師 (漫威漫畫)
神秘客（英語：Mysterio），原名昆汀·貝克，是一名出現在漫威漫畫作品中的虛構超級反派。首次亮相于《驚奇蜘蛛人》#13 (1964年)。
IGN將神秘客列為漫畫史上最偉大反派中的第85名。

## 人物
昆汀·貝克（Quentin Beck）出生于美國加州，從小喜歡看電影，因此高中畢業後進入麻省理工學院就讀並專攻開發電影技術方面的知識，他在長大後成為了一名好萊塢電影的特技演員和特效師，但他不甘於默默無聞，於是他自行設計了一套帶有金魚缸頭盔的魔法師服裝和調配出各種各樣的化學煙霧，並利用自己擅長製造特效的專長成為一名超級罪犯“神秘客”，企圖通過抹黑和打敗紐約市的超級英雄蜘蛛人搶劫博物館試圖引起人們的關注。後來他因為長期接觸到特殊的化學品而身患絕症，最終通過射擊自己的頭部自殺。

## 其他媒體

### 動畫
- 《蜘蛛人》：由克里斯·威金斯配音[2]。
- 《新蜘蛛俠》：由彼得·庫倫配音[3]。
- 《蜘蛛人》：由格雷格·貝加配音[2]。
- 《終極蜘蛛人》：由保羅·謝爾配音[4]。

### 電影
- 漫威電影宇宙：由傑克·葛倫霍飾演神秘客
  - 《蜘蛛人：離家日》（2019年）[5]
  - 《蜘蛛人：無家日》（2021年）：利用《蜘蛛人：離家日》的片段在片頭客串。

### 電視劇
- 《蜘蛛人》：由Michael Rye配音[2]。

### 電子遊戲
- 《樂高漫威超級英雄》：於死侍bonus關卡登場，為玩家可使用角色之一。
- 《蜘蛛人：破碎次元》：由大衛·凱伊配音[6]。
- 《MARVEL未來之戰》：手機遊戲，神秘客是玩家可使用角色之一。
- 《漫威超級戰爭》：手機遊戲，神秘法師是玩家可使用法師型角色之一。
- 《蜘蛛人2》
- 《瞬戰超能》：手機遊戲，神秘法師是玩家之卡牌之一，可召喚分身至其他區域。